# Danh sách thành phố của châu Đại Dương
Đây là danh sách các thành phố của các quốc gia và vùng lãnh thổ thuộc châu Đại Dương.

## Thuộc các quốc gia độc lập
- Danh sách các thành phố của Australia
- Danh sách các thành phố, trị trấn và làng của Đông Timor
- Danh sách các thành phố và thị trấn của Fiji
- Danh sách các thành phố của Indonesia
- Danh sách các thành phố và làng của Kiribati
- Danh sách các thành phố của Papua New Guinea
- Danh sách các thành phố của quần đảo Marshall
- Đơn vị hành chính của Micronesia
- Danh sách các thành phố của Nauru
- Danh sách các thành phố của New Zealand
- Danh sách các thành phố của Palau
- Danh sách các thành phố, thị trấn và làng của Samoa
- Danh sách các thành phố, thị trấn và làng của quần đảo Solomon
- Danh sách các thành phố của Tonga
- Danh sách các làng và vùng lân cận của Tuvalu
- Danh sách các thành phố của Vanuatu

## Thuộc vùng lãnh thổ
- Đơn vị hành chính của Samoa thuộc Mỹ
- Danh sách các khu định cư của đảo Christmas
- Danh sách các khu định cử của quần đảo Cocos (Keeling)
- Danh sách các làng và vùng lân cận của quần đảo Cook
- Danh sách các thành phố của Polynesia thuộc Pháp
- Danh sách các làng của Guam
- Danh sách các địa phương của Hawaii
- Danh sách các thành phố của New Caledonia
- Danh sách các làng của Niue
- Danh sách các khu định cư của đảo Norfolk
- Danh sách các làng của quần đảo Bắc Mariana
- Danh sách các khu định cư của quần đảo Pitcairn
- Danh sách các làng của Tokelau
- Danh sách các thành phố của Wallis and Futuna